# Herbert Robbins
Herbert Ellis Robbins (New Castle, 12 de janeiro de 1915 – Princeton, 12 de fevereiro de 2001) foi um matemático e estatístico estadunidense. Foi pesquisador em topologia, teoria da medida, estatística e uma variedade de outros tópicos.
Foi co-autor com Richard Courant de What is Mathematics?. O teorema de Robbins em teoria dos grafos é denominado em sua memória.
Foi membro da Academia Nacional de Ciências dos Estados Unidos e da Academia de Artes e Ciências dos Estados Unidos.

## Publicações selecionadas
Livros
- What is Mathematics? An Elementary Approach to Ideas and Methods, with Richard Courant, London: Oxford University Press, 1941.
- "Great Expectations: The Theory of Optimal Stopping", with Y. S. Chow and David Siegmund  Boston: Houghton Mifflin, 1971.
- "Introduction to Statistics", with  John Van Ryzin,  Science Research Associates, 1975.

Artigos selecionados
- A theorem on graphs with an application to a problem on traffic control, American Mathematical Monthly, vol. 46 (1939), pp. 281–283.
- The central limit theorem for dependent random variables, with Wassily Hoeffding, Duke Mathematical Journal, vol. 15 (1948), pp. 773–780.
- A stochastic approximation method, with Sutton Monro, Annals of Mathematical Statistics, vol. 22, no. 3 (September 1951), pp. 400–407.
- Some aspects of the sequential design of experiments, in "Bulletin of the American Mathematical Society", vol. 58, 1952.
- Two-stage procedures for estimating the difference between means, with Ghurye, SG, "Biometrika", 41(1), 146–152, 1954.
- The strong law of large numbers when the first moment does not exist, with C. Derman, in the Proceedings of the National Academy of Sciences of the United States of America,  vol. 41, 1955.
- An empirical Bayes approach to statistics, in Proceedings of the Third Berkeley Symposium on Mathematical Statistics and Probability, Jerzy Neyman, ed., vol. 1,  Berkeley, California: University of California Press, 1956, pp. 157–163.
- On the asymptotic theory of fixed-width sequential confidence intervals for the mean, with Chow, Y.S., "The Annals of Mathematical Statistics", 36(2), 457–462, 1965.
- Statistical methods related to the law of the iterated logarithm, "The Annals of Mathematical Statistics", 41(5), 1397–1409, 1970.
- Optimal stopping, "The American Mathematical Monthly", 77(4), 333–343, 1970.
- A convergence theorem for nonnegative almost supermartingales and some applications, with  David Siegmund, "Optimizing methods in statistics", 233–257, 1971.
- Sequential tests involving two populations, with  David Siegmund,  "Journal of the American Statistical Association, 132–139, 1974.
- A class of dependent random variables and their maxima, with Lai, T.L.  "Probability Theory and Related Fields", 42(2), 89–111, 1978
- Asymptotically efficient adaptive allocation rules with TL Lai, in "Advances in applied mathematics", vol. 6, 1985.
- Sequential choice from several populations with M. N. Katehakis, in the Proceedings of the National Academy of Sciences of the United States of America,  vol. 92, 1995.